# Zhang Rui
Zhang Rui (xinès tradicional: 張睿, xinès simplificat: 张睿, pinyin: Zhāng Ruì; Yantai, 17 de gener de 1989) és una futbolista xinesa que juga al Shandong Sports Lottery com a migcampista i a la selecció femenina de futbol de la Xina.

## Trajectòria
Va debutar el 2006, als Jocs Provincials celebrats a Yantai, com a part de l'equip de Yantai que va aconseguir el segon lloc de l'esdeveniment. Després va ser abordada per diversos equips, unint-se al Bayi.

## Carrera internacional
Zhang Rui va debutar amb la selecció femenina xinesa el 4 de març de 2009 en un empat 0-0 amb Suècia a la Copa de l'Algarve 2009.
El 2014, en un torneig invitacional al Brasil, va marcar tres gols en sis minuts contra l'Argentina.
El 2015, va representar la selecció de futbol de la Xina a la Copa del Món femenina. El 2017, l'Administració General de l'Esport de la Xina li va concedir el reconeixement d'Atleta Internacional. El 2019, va tornar a representar la selecció de futbol de la Xina a la Copa del Món femenina celebrada a França.